# Skrydstrup Sogn
Skrydstrup Sogn ist eine Kirchspielsgemeinde (dän.: Sogn)  in Nordschleswig im südlichen Dänemark. Bis 1970 gehörte sie zur Harde Gram Herred im damaligen Haderslev Amt, danach zur Vojens Kommune im damaligen Sønderjyllands Amt, die im Zuge der Kommunalreform zum 1. Januar 2007 in der „neuen“  Haderslev Kommune in der Region Syddanmark aufgegangen ist.
Im Kirchspiel leben 1144 Menschen (Stand:1. Januar 2025), der Großteil davon Einwohner der Stadt Vojens, die sich bis in das Gebiet des Kirchspiels erstreckt.